# Château de Villebon
Le château de Villebon est une forteresse du XIVe siècle entourée de douves et agrémentée d’une cour intérieure de style Renaissance située dans la commune de Villebon, à cent quinze kilomètres au sud-ouest de Paris, dans le département d’Eure-et-Loir en région Centre-Val de Loire.

## Histoire
Ce château fort en briques fut édifié à la fin du XIVe siècle par Jeannet d'Estouteville.
On cite comme seigneurs Jean IV de Beauvau (1421-1503), Thibaud de Sancerre (?), puis Maximilien de Béthune, duc de Sully, qui y vécut 24 ans et y mourut en 1641
La demeure reçut la visite des rois Charles VI, Louis XI, François Ier et Henri IV.
Son parc est conçu « à la Française » et ses perspectives rejoignent la statue du rond de Diane, aménagé au XVIIIe siècle par le 6e duc de Sully.

### Famille Pontoi-Pontcarré
Le 6 octobre 1812, le marquis de Pontoi-Pontcarré l'acquiert avec la terre de l'Aubespine pour 900 000 francs ; il est restauré à grands frais par son fils Théophile de Pontoi-Pontcarré (1817-1903), maire de Villebon de 1843 à 1903, conseiller général du canton de La Loupe de 1848 à 1877, député d'Eure-et-Loir de 1871 à 1876 ; il épouse le 17 septembre 1839 Élisabeth-Marie Denois (morte en 1897), fille du baron Denois, ancien consul général de France.
Le 30 avril 1853, sur demande du préfet d'Eure-et-Loir et avis de Prosper Mérimée, inspecteur des Monuments Historiques, il fut proposé de classer le château : « le propriétaire, même sans promesse de subvention prochaine, est disposé à prendre l'engagement pour lui et ses successeurs, de conserver le monument, de concourir à la dépense de restauration, et de laisser exécuter les travaux... »[réf. souhaitée]. Il sera classé sur la liste de 1862, mais ce classement sera annulé en 1888.
Il y séjourna en juillet suivant, comme il l'écrit à Mme de Boigne : « Je reviens de Villebon où j'ai passé deux jours (...) Le château est magnifique. Seulement il faudrait pour bien faire les choses y dépenser un petit million en ameublements. Les réparations m'ont paru faciles à faire, et j'espère que la Commission (des Monuments Historiques) y aidera. Le  soir on lève les ponts levis et on entend des bruits de chaîne qui ne se trouvent plus que là et dans les romans de Mrs Radcliffe ».
Il devait s'y trouver le mobilier de salon comprenant, outre quatre fauteuils et quatre rideaux, un rare canapé aux « joues » latérales pouvant s'abaisser afin de former lit de repos, encore recouvert de velours et damas de soie ornés du chiffre de la première épouse de Sully, Anne de Courtenay, morte en 1589, qui est conservé à l'hôtel de Béthune-Sully à Paris, actuel siège du Centre des monuments nationaux.
Une reproduction du château a servi aux publicités du chocolat Guérin-Boutron au XIXe siècle, qui fut exposée au musée national des Arts et Traditions populaires de Paris.
Cette reproduction n'est plus visible depuis la fermeture du M.N.A.T.P. sur décision du ministre de la Culture et de la Communication du printemps 2005 ; son démontage commença en 2010. Ses collections transportées à Marseille forment le cœur d'un nouveau musée, le musée des Civilisations de l'Europe et de la Méditerranée (M.U.C.E.M.), consacré surtout à la Méditerranée ; la reproduction n'y est pas exposée.

### Famille Penin de la Raudière
À la suite du mariage d'Élisabeth Marie Charlotte de Pontoi Camus de Pontcarré (1893-1922) avec Jean Joseph Pierre Penin de La Raudière (1888-1974) le 24 avril 1919, le château devient la propriété de ce dernier.
Le château et la chapelle sont classés monument historique en 1927, le colombier du XVIIe siècle est inscrit en 1981.

## Aujourd'hui

### Le château
Le château est habité par Jean de la Raudière et ouvert à la visite depuis 1994.

Le château de Villebon
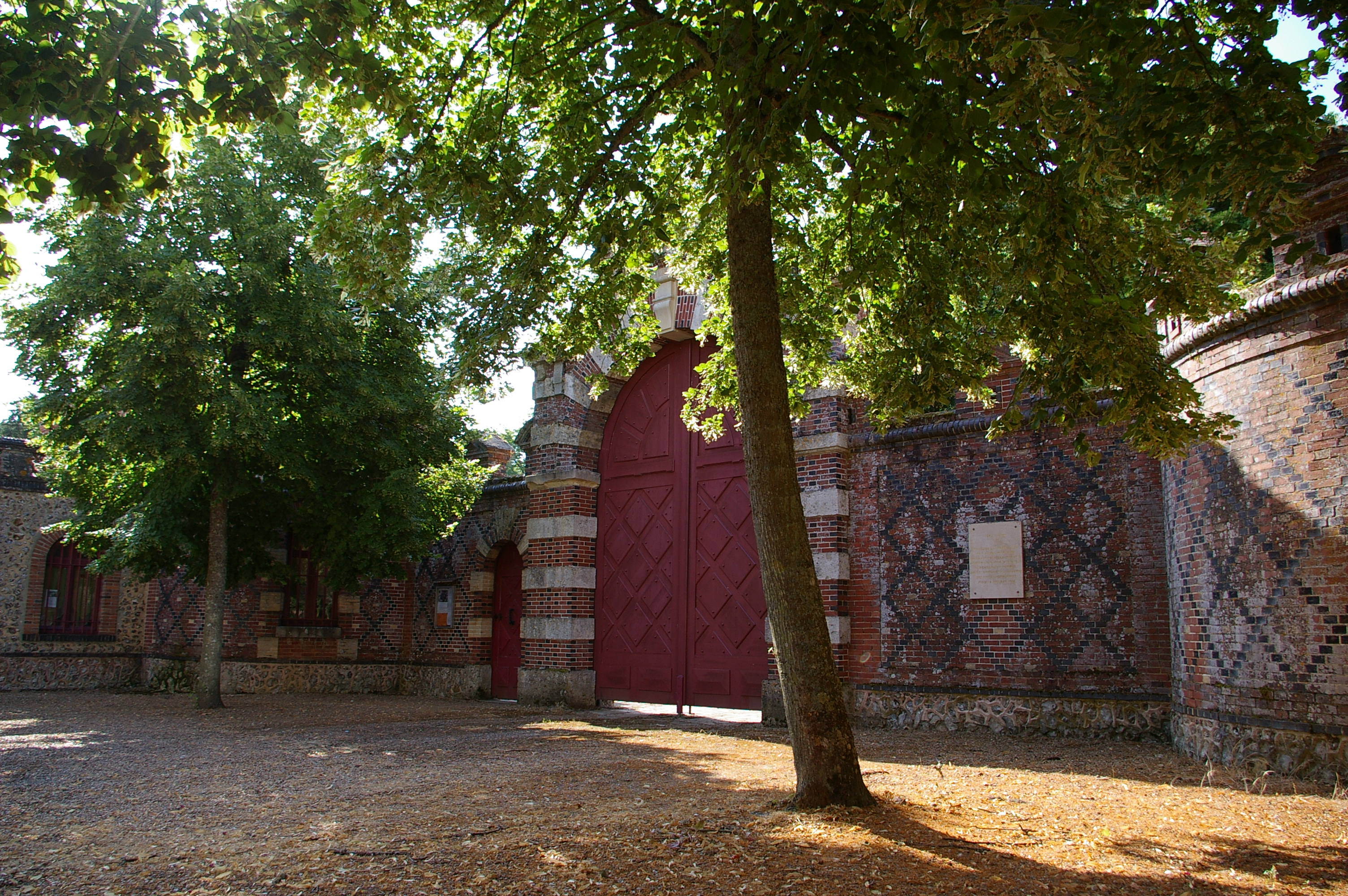
Portail d'entrée nord.
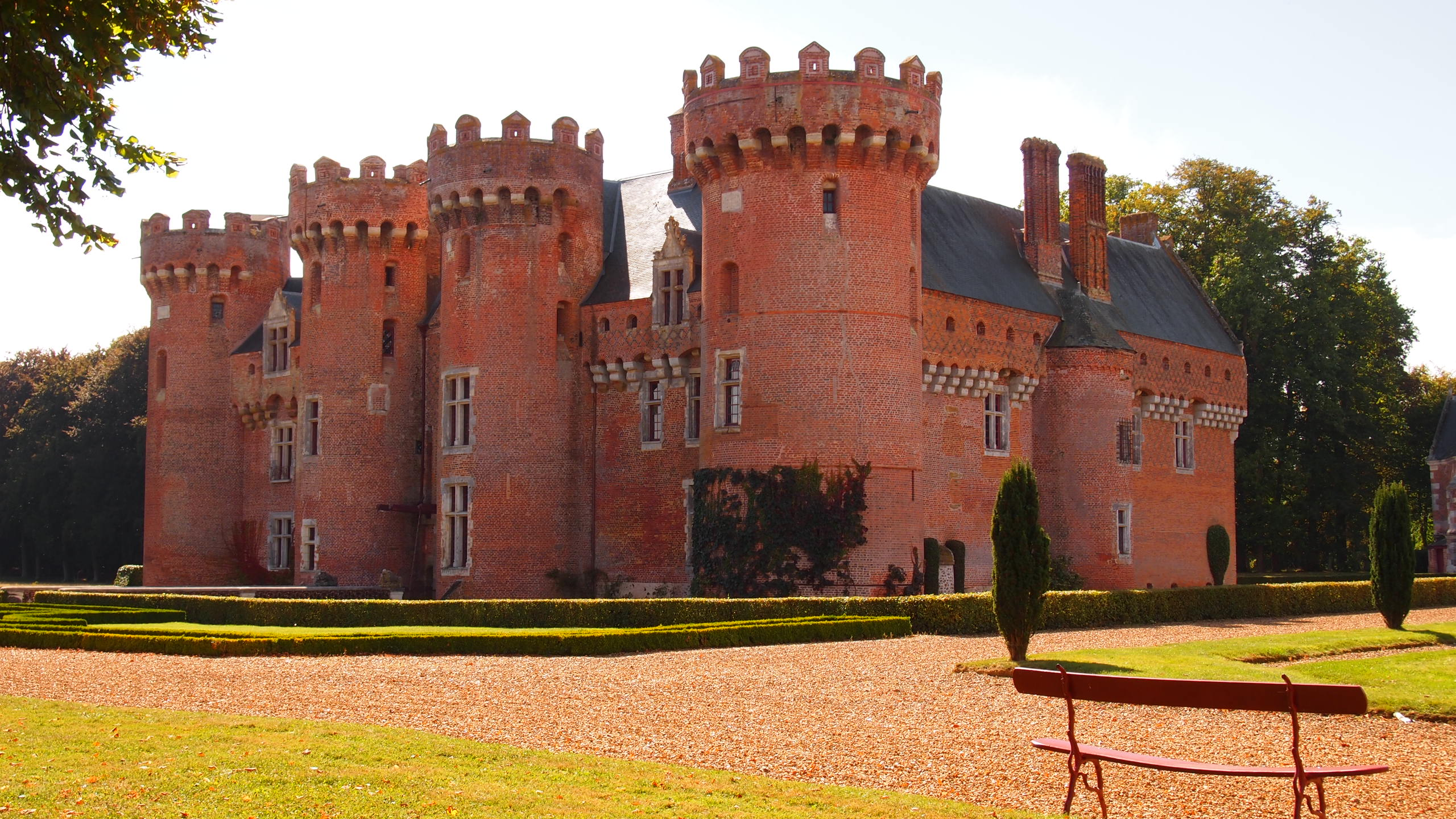
Vue générale.
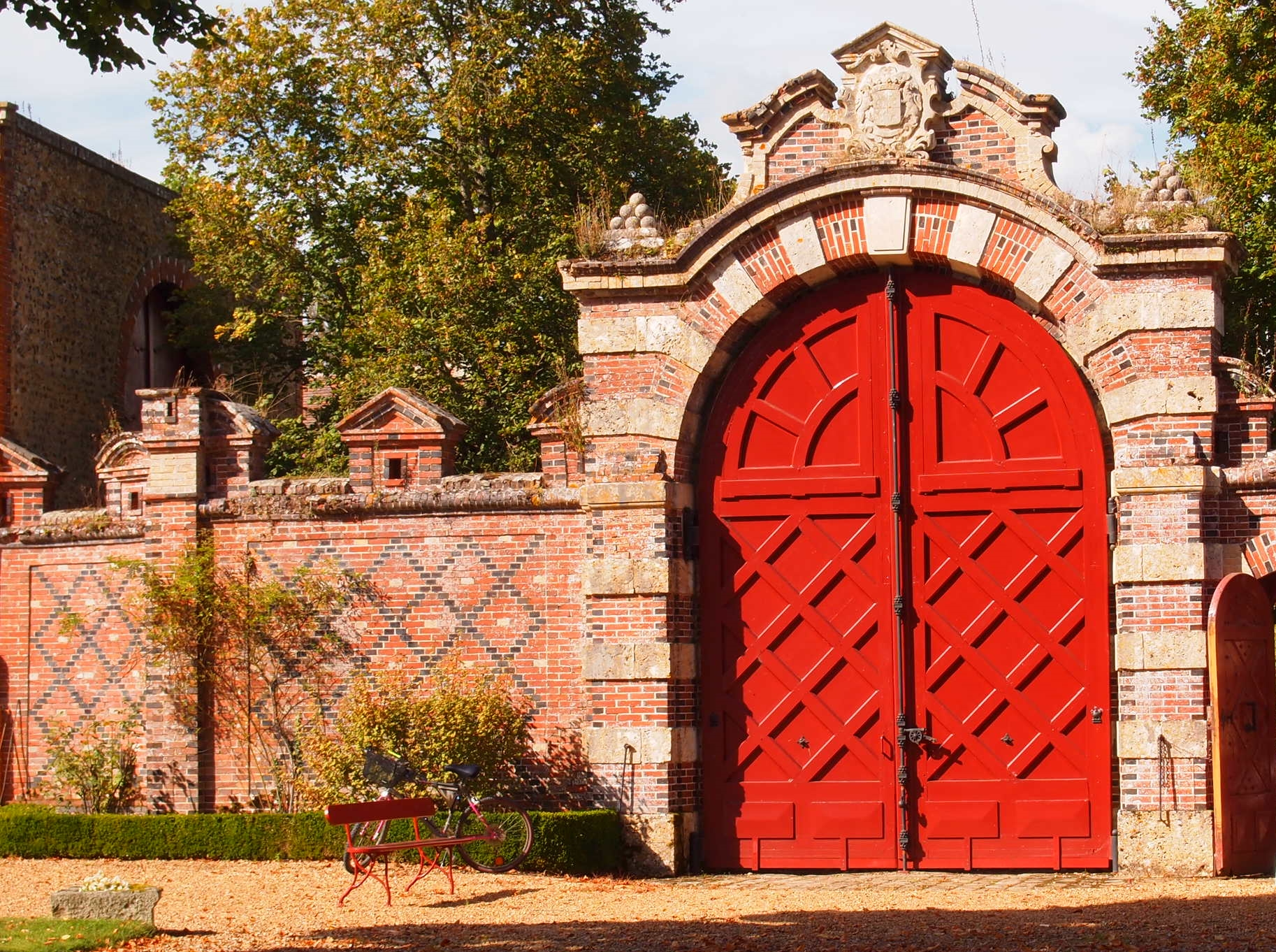
Portail nord vu de l'intérieur.

### La chapelle Sainte-Anne
La cloche en bronze de la chapelle est fondue en 1546 et classée en tant qu'objet monument historique en 1943.

La chapelle Sainte-Anne
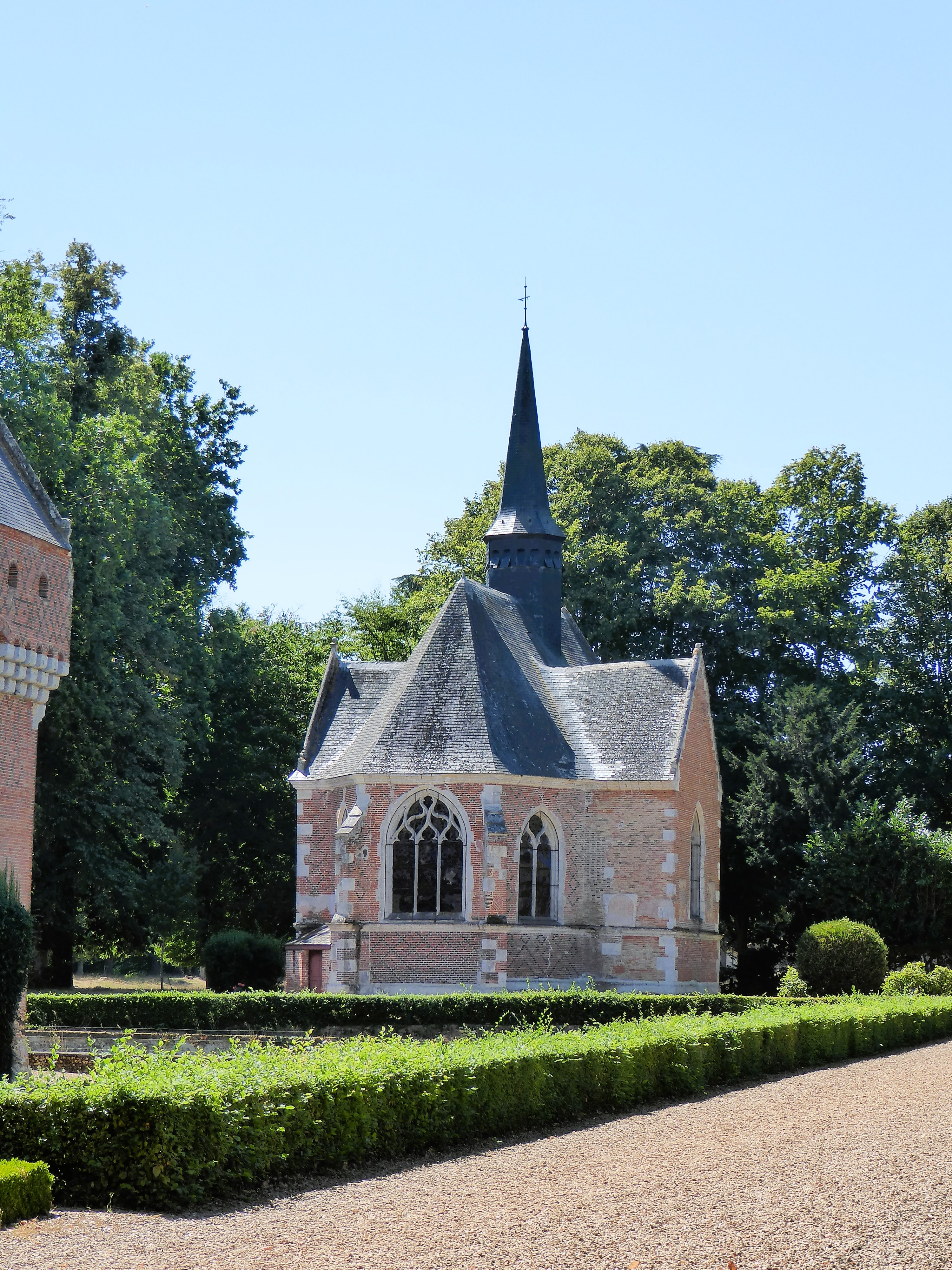
Chevet de la chapelle.
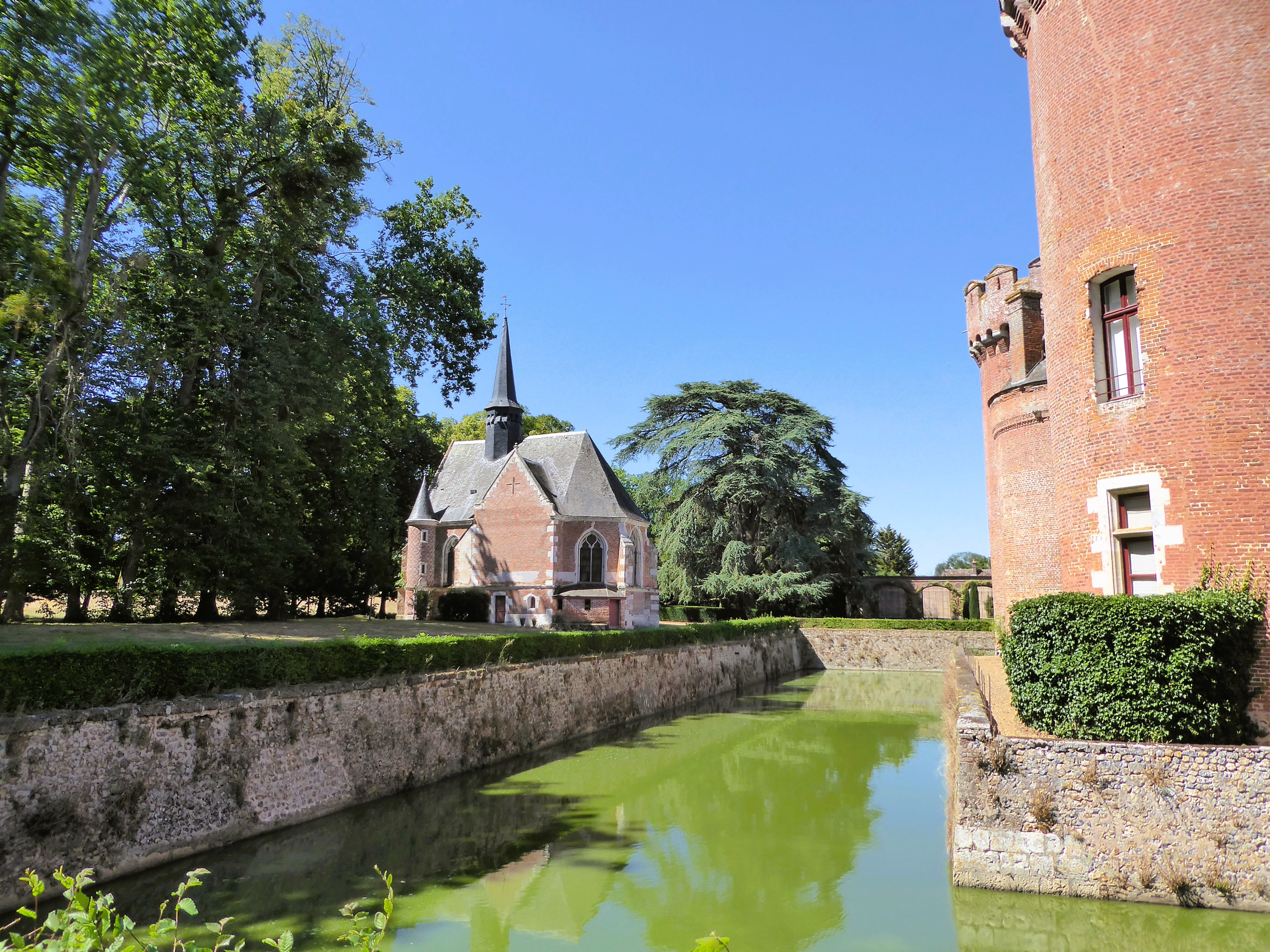
La chapelle, le cèdre et les douves.
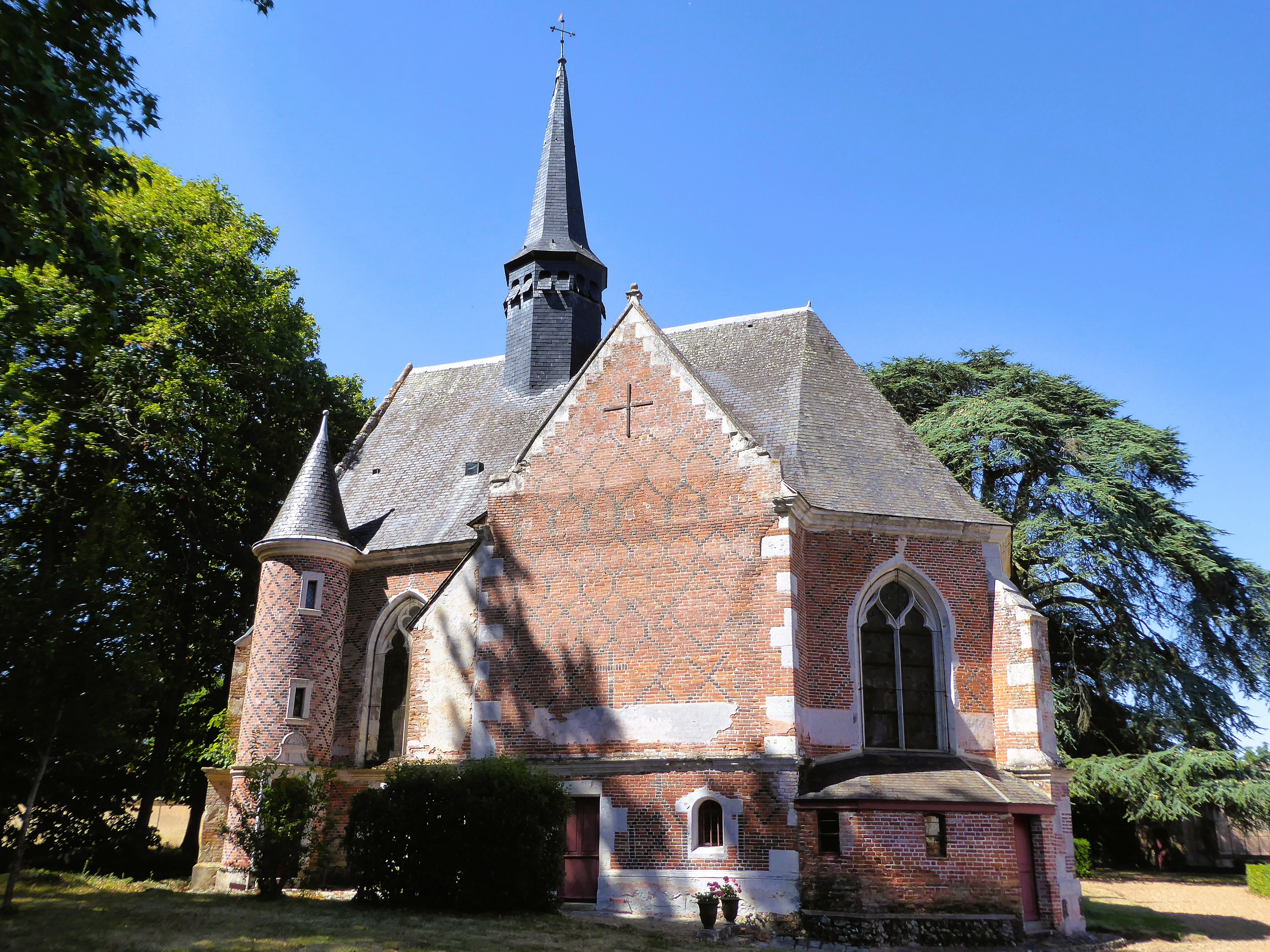
La chapelle Sainte-Anne.
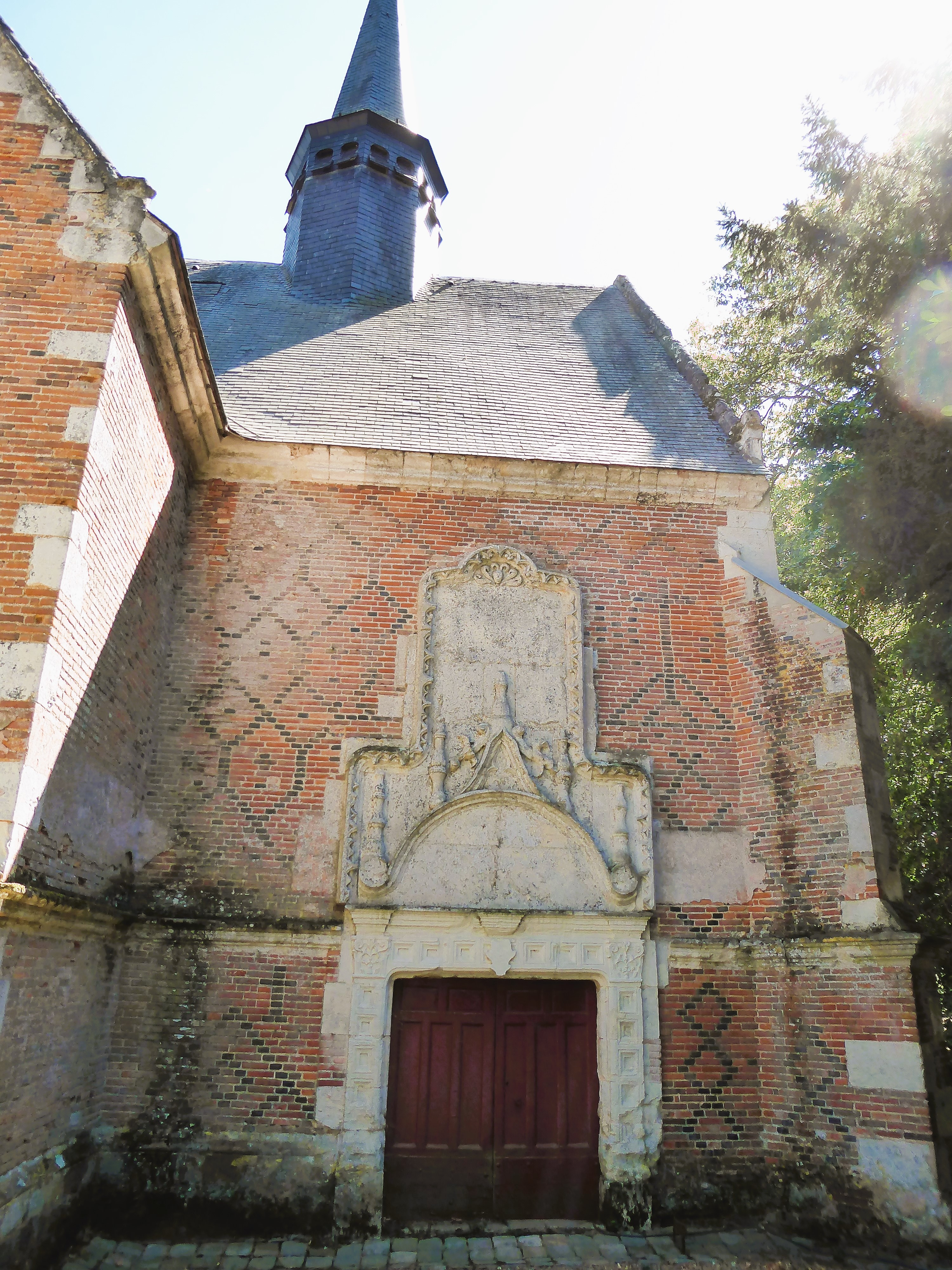
Entrée de la chapelle.

### Le parc

Le parc du château
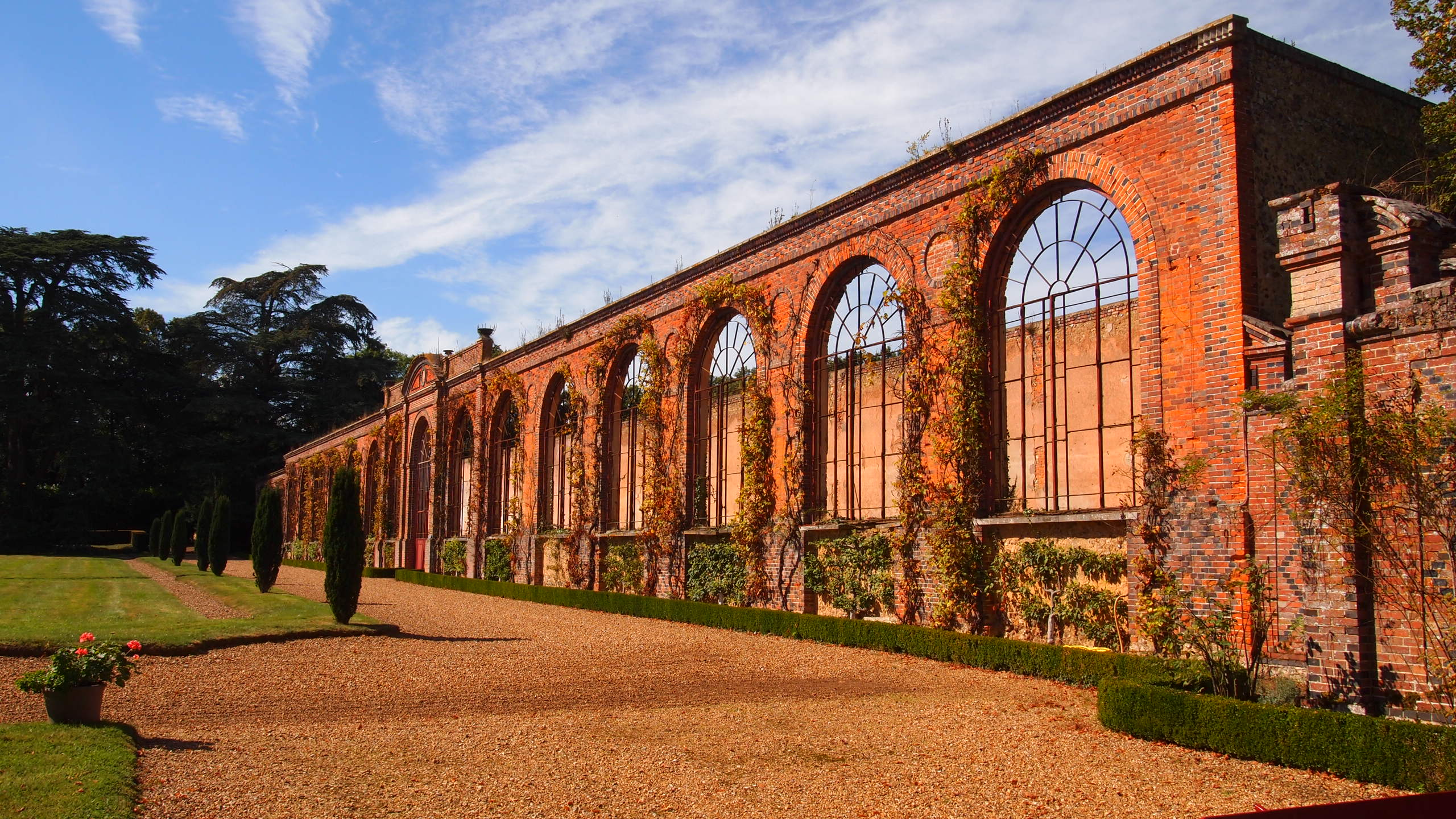
L'ancienne orangerie.
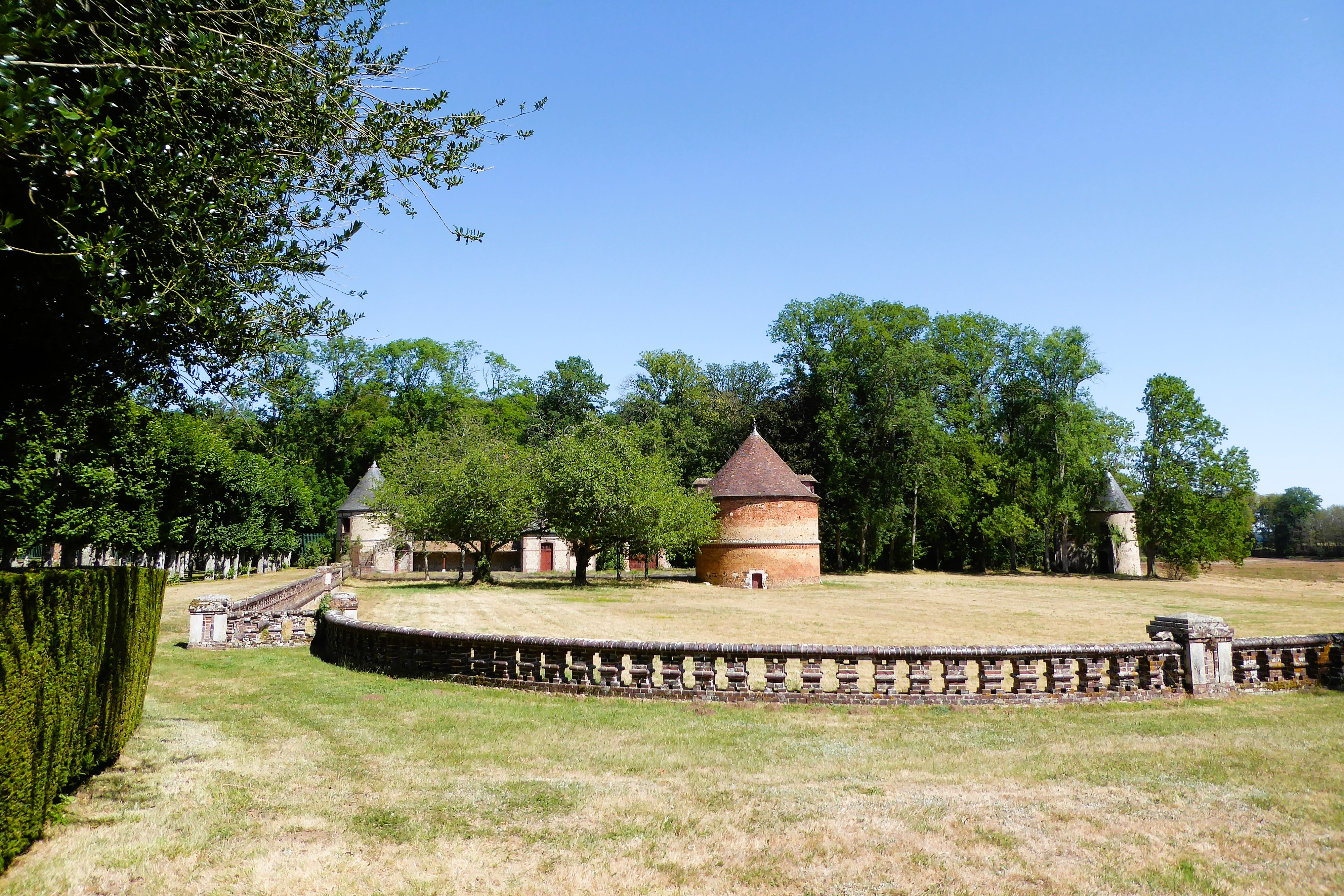
Pigeonnier et chenil près de l'étang de Diane.
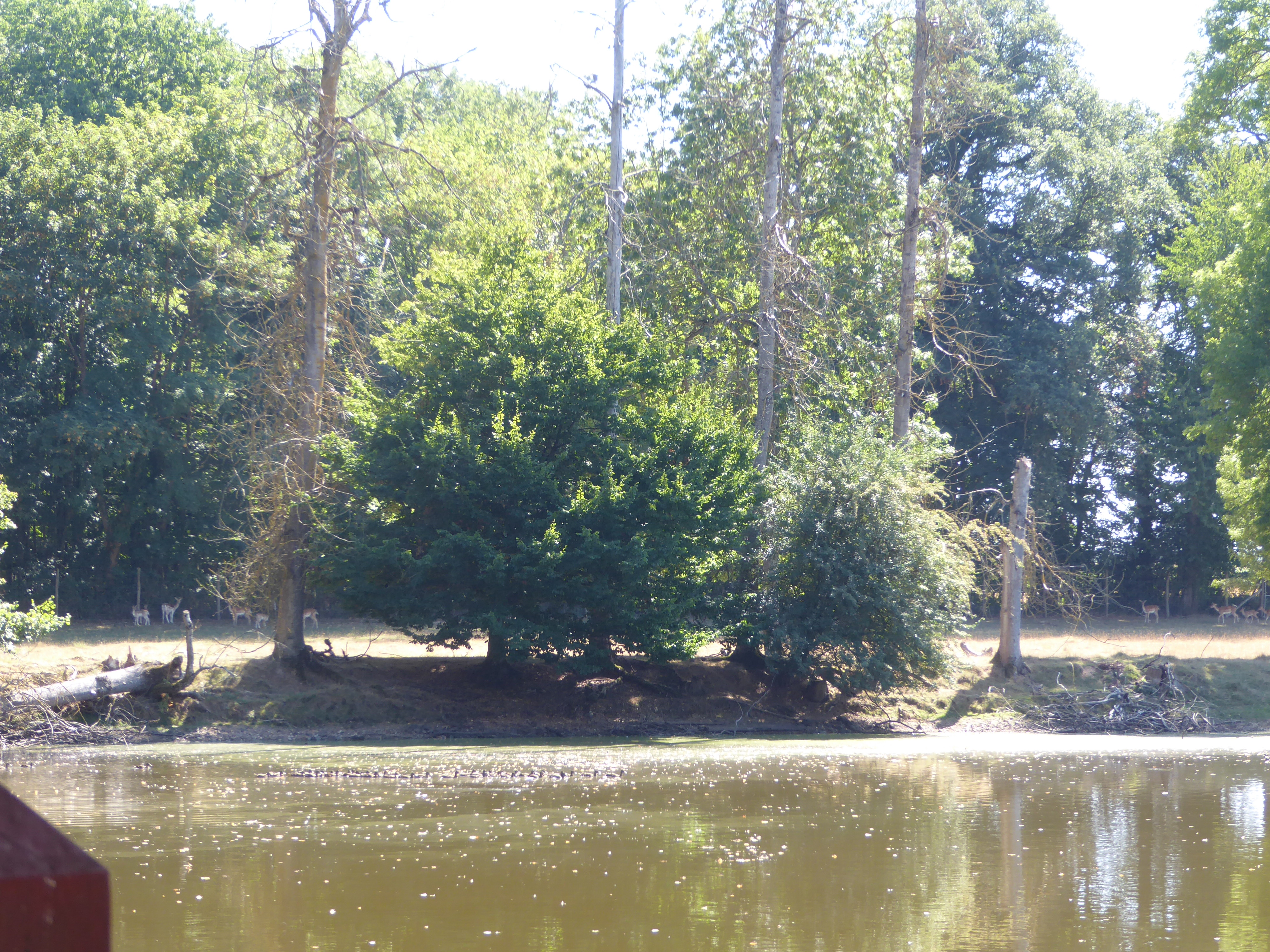
Daims et canards de l'étang de la Chapelle.

### Allusion littéraire
Marcel Proust a utilisé l'expression « du côté de Villebon » au lieu de « du côté de Guermantes » dans certains anciens brouillons du premier volume de son roman À la recherche du temps perdu (cahier 1 et cahier 4 du brouillon du roman Du côté de chez Swann). Le château de Villebon, rebaptisé plus tard au cours de l'élaboration du roman château de Guermantes, est non seulement la résidence d'une famille ducale du même nom, qui joue un rôle majeur dans le roman, mais aussi un lieu d'excursions pour le jeune narrateur à la première personne depuis la maison d'été de ses grands-parents à Combray, qui a été calquée sur la maison des grands-parents de Proust à Illiers-Combray, à proximité de Villebon. On peut donc supposer que Proust avait en tête la forme du château de Villebon.